# Wiktor Łotocki
Wiktor Łotocki (ur. 31 stycznia 1926 w Suchopolu, zm. 10 grudnia 2012 w Białymstoku) – polski lekarz, specjalista z zakresu ginekologii i położnictwa, profesor nauk medycznych, dziekan Wydziału Lekarskiego Akademii Medycznej w Białymstoku – AMB (1981-1984).

## Droga naukowa
Urodził się we wsi Suchopole (powiat Bielsk Podlaski). W latach 1945-1951 służył w Wojsku Polskim jako oficer liniowy. 
W 1959 ukończył Wydział Lekarski AMB. W latach 1961-1970 był zatrudniony na stanowisku asystenta i adiunkta a od 1971 docenta w Klinice Ginekologii i Położnictwa AMB. Uważał się za ucznia m.in. prof. Wandy Kazanowskiej.
W 1965 uzyskał stopień doktora nauk medycznych, w roku 1970 stopień doktora habilitowanego. 

## Praca w Klinice Ginekologii i Położnictwa Septycznego AMB
Od 1976 do przejścia na emeryturę w 1996 był kierownikiem Kliniki Ginekologii i Położnictwa Septycznego AMB zlokalizowanej w Wojewódzkim Szpitalu Położniczo-Ginekologicznym przy ul. Warszawskiej 15 w Białymstoku.
W 1982 otrzymał tytuł profesora.
Prowadził pionierskie badania nad rolą trofiki tkanek w nowotworach szczególnie dolnego odcinka narządu płciowego i u kobiet starszych. Badania te pozwoliły na przyjęcie oryginalnych algorytmów postępowania. Wykorzystał po raz pierwszy w kraju techniki fluorescencji pierwotnej w celu uwidocznienia neurotransmiterów ukladu wegetatywnego. Opracowania te stały się podstawą postępowania praktycznego.

## Dorobek naukowy i dydaktyczny
Był specjalistą w zakresie urologii ginekologicznej oraz diagnostyki i terapii procesów septycznych w położnictwie i ginekologii i problemów nadciśnienia w ciąży i gestozie EPH.
Adaptował i modyfikował szereg metod badawczych, tworząc jeden z czołowych ośrodków w kraju tym zakresie.
Pod jego kierunkiem wielu lekarzy uzyskało specjalizację a siedmiu obroniło stopień doktora.
Opublikował 282 prace naukowe, w tym ponad 200 oryginalnych i napisał 8 rozdziałów w podręcznikach.
W latach 1978-1981 pełnił funkcję prodziekana, a w latach 1981-1984 dziekana Wydziału Lekarskiego AMB.

## Towarzystwa naukowe i inne
- Europejskie Towarzystwo Ginekologów i Położników[1];
- Polskie Towarzystwo Ginekologiczne (PTG);
- Polskie Towarzystwo Urologiczne;
- Polskie Towarzystwo Histochemików i Cytochemików[1];
- Rada Naukowa Centrum Zdrowia Dziecka (1983-1991)[1];
- Związek byłych Więźniów Politycznych;
- Związek Kombatantów RP[1].

## Odznaczenia
- Krzyż Kawalerski Orderu Odrodzenia Polski[2];
- Złoty Krzyż Zasługi[2];
- Srebrny Krzyż Zasługi;
- Tytuł honorowy „Zasłużony Nauczyciel PRL”;
- Odznaka „Za wzorową pracę w służbie zdrowia[2]”;
- Medal PTG im. Heliodora Święcickiego „Scientia et Labor”[2].

Urna z jego prochami znajduje się na Cmentarzu Prawosławnym przy ul. Wysockiego 1 w Białymstoku.